# 周作梅
周作梅（？—？），清朝政治人物。
道光五年八月初三（1825年9月14日），由翰林院编修调任廣西學政。